# Скулатки
Скулатки (лат. Cheilosia) — один из наиболее многочисленных родов мух-журчалок из подсемейства Milesiinae. Большинство скулаток тёмного окраса, а также вообще отсутствуют яркие цвета.

## Описание
Преимущественно чёрные мухи средней величины. Лицо с бугорком.

## Биология
Личинки обычно фитофаги, развиваются в стеблях и прикорневой части травянистых растений. Личинки Cheilosia josankeiana обитают в лубяных волокнах Aralia elata, а личинки Cheilosia komabaensis встречаются в натеках сока на стволах Kalopanax septemlobus.

## Классификация
В составе рода описано около 500 видов. Внутриродовая классификация включает более 10 подродов, в том числе Cheilosia s. str., Conicheila, Convocheila, Endoiasimyia, Eucartosyrphus, Floccocheila, Hiatomyia, Montanocheila, Neocheilosia, Nephomyia, Pollinocheila, Rubrocheila, Taeniochilosia и другие. Молекулярно-филогенетическое исследование 2019 года подтвердило, что таксон Cheilosia это монофилетический род. Cheilosia включают в трибу Rhingiini
Некоторые виды рода:
- Cheilosia albipila Meigen, 1838
- Cheilosia carbonaria Egger, 1860
- Cheilosia fasciata Schiner & Egger, 1853
- Cheilosia illustrata (Harris, 1780)
- Cheilosia mutabilis (Fallén, 1817)
- Cheilosia pagana (Meigen, 1822)
- Cheilosia variabilis (Panzer, 1798)
- Cheilosia vicina (Zetterstedt, 1849)

## Распространение
Представители рода встречаются преимущественно в Палеарктике, около 150 видов известно из Неарктической области и около 20-30 из Ориентальной области.